# 2020-as petrinyai földrengés
2020. december 29-én 12:20-kor erős földrengés rázta meg Horvátország középső részét. Epicentruma Petrinya mellett, attól 3 km-re nyugat-délnyugatra, Strašniknál volt. 1880 óta ez volt a legerősebb földrengés Horvátországban.
Erősségét a Horvát Szeizmológiai Szolgálat kezdetben 6,2-nek mérte, de az Euro-Mediterrán Szeizmológiai Központ (EMSC) 6,4-esre minősítette. A földrengést érezték Horvátország északi részén, Magyarország, Szlovénia, Ausztria, Bosznia és Szerbia nagy részén is, sőt még Olaszországból is érkeztek észlelések. A kezdeti jelentések szerint Petrinyában sok épület összedőlt, a város polgármesterének első reakciója szerint „a fél város leomlott”. A földrengés következtében heten meghaltak, köztük egy 12 éves lány, és többen megsérültek. 2021. január 2-án Horvátországban gyásznapot tartottak,
a következő hétfőn pedig a kormány katasztrófa sújtotta területté nyilvánította Sziszek-Monoszló megyét, valamint Zágráb és Károlyváros megyék bizonyos részeit.

## Elő- és utórengések
Egy nappal korábban a területet három előrengés rázta meg, melyeknek a CSS szerinti magnitúdója 5,2, 4,7 illetve 4,1 volt. A legnagyobb rengést számos kisebb utórengés követte, köztük több olyan, amelynek erőssége meghaladta a 4-et, és amelyeket Magyarország délnyugati részén is érezni lehetett. Közülük a legerősebb 2021. január 6-án 18 óra 1 perckor történt, ennek erőssége 5,3-es volt.
A Sentinel–1 műhold radarképei alapján a maradandó felszíni elmozdulás fél méteres nagyságrendű.

## Károk és áldozatok
A földrengés során az epicentrum közelében fekvő településeken hét ember életét vesztette, köztük egy 12 éves lány. 28 ember megsebesült.Petrinya polgármestere azt mondta, a város fele megsemmisült. Glinában is kétszáz ember maradt fedél nélkül, és Zágrábban is keletkeztek károk az épületekben, a sziszeki kórházat pedig evakuálni is kellett. Sziszek térségében 2000, Petrinya közelében 7000 ember még jóval a rengés után is áram nélkül maradt. Az epicentrum közelében hidak mellett a folyók töltései is megrongálódtak, és mivel a Kulpa és a Száva vízszintje is magas volt, ez árvízveszélyt okozott.
Súlyosbította a helyzetet a koronavírus-világjárvány: az ideiglenes szállásokon nem vagy csak igen nehezen lehetett ugyanis betartani a járványügyi óvintézkedéseket. Emiatt Petrinyára és környékére kivételes elsőbbséggel szállították meg a még csak néhány nappal korábban engedélyezett, és eddig szűk körben használt oltóanyagot. Ezt mintegy 500 olyan ember kaphatta meg, akik hosszabb távon is a tömegszálláshelyeken (sportcsarnokban, kaszárnyában) voltak kénytelenek élni, illetve a helyszínen tevékenykedő egészségügyi dolgozók és tűzoltók. Az országos lakhelyelhagyási tilalom a járvány miatt január 8-ig biztosan érvényben maradt volna, ám a földrengés miatt azonnal felfüggesztették, hogy az ország más részeiről is érkezhessenek önkéntesek segítséget nyújtani.
A károk enyhítésére felállított válságstábot Tomo Medved védelmi miniszter irányította. A károk felmérése igen sok időt vett igénybe. Közel egy héttel a fő rengés után Sziszek-Monoszló megye elöljárója úgy nyilatkozott, a megyében közel 3000 épület vált lakhatatlanná, de a károk összesen a terület 50 000 lakosát érintik. Január 4-ig 14 171 bejelentés érkezett a földrengéssel kapcsolatos károkról. Az érintett területen 11 iskola és szinte az összes templom is megsérült, sőt, 5 templom össze is omlott. Zágráb megyében több mint 1000, Károlyváros megyében 300 ingatlan sérült meg: előbbiben a legsúlyosabban érintett település Zaprešić, Nagygorica, Ivanicsvár és Jasztrebarszka volt.
A földrengést Magyarország délnyugati részén, elsősorban Somogy, Zala és Baranya megyében sok helyütt észlelték, és kisebb károk is keletkeztek. Pécsen egy kémény ledőlt, egy áruházat pedig elővigyázatossági okokból ki kellett üríteni. Egy kémény Lentiben is ledőlt, Nagykanizsa térségében pedig több helyről jelentették, hogy tetőszerkezetek, falak és homlokzatok rongálódtak meg. A rengést még Kecskeméten is érezték: itt a városháza épületét ürítették ki miatta. Január 5-én a Magyar Biztosítók Szövetsége azt közölte, az országban közel 3000 bejelentés érkezett a földrengéssel kapcsolatos károkról a biztosítókhoz, a kárösszeget 500 millió forintra becsülték.
Szlovéniában megelőző jelleggel le kellett állítani a krškói atomerőművet.

## Nemzetközi reakciók
Orbán Viktor levélben fejezte ki megrendülését, és felajánlotta Magyarország segítségét és támogatását a károk enyhítésében és az újjáépítésben. Áder János köztársasági elnök részvéttáviratot küldött a horvát elnöknek, és szintén segítséget ajánlott fel. Magyarország segítsége, amelyet az elsők között ajánlott fel, 250 összecsukható tábori ágyból és 250 hálózsákból állt, amely a rengés másnapján, szerdán érkezett meg a katasztrófa sújtotta területre. Somogy megye országgyűlési képviselői, a megyei önkormányzat és a megyei területi horvát önkormányzat gyűjtést is indított a károsultak megsegítésére. Ugyancsak több teherautónyi segítséget küldtek Zala megye horvát kisebbség által is lakott települései. A Mészáros Csoport 46 tonna élelmiszeradományt juttatott el a károsultak számára.
Január 13-án Soltész Miklós, a Miniszterelnökség egyházi és nemzetiségi kapcsolatokért felelős államtitkára Zdenko Lučić horvát külügyi államtitkárral együtt Petrinyába látogatott, majd bejelentette: Magyarország egy 450 fős petrinyai iskola és a žažinai Szent Miklós- és Szent Vid-templom újjáépítésében vesz részt, valamint kétszáz, a környékről származó horvát gyerek magyarországi nyaralását biztosítják majd.
Aleksandar Vučić szerb elnök rögtön a rengés után bejelentette, hogy Szerbia készen áll, hogy anyagilag illetve technikailag is segítsen Horvátországnak-
Bulgária és Észak-Macedónia százezer eurót küldött segítségül, míg Szlovénia 4 konténert, 12 emeletes ágyat, 24 matracot és 200 hálózsákot, Ausztria 470 összecsukható ágyat, Olaszország 100 téli sátrat, Görögország 40 sátrat és 50 elektromos fűtőberendezést, 500 összecsukható ágyat, valamint 500 hálózsákot, Románia 50 sátrat, 100 összecsukható ágyat, 200 hálózsákot és 14 konténert, Svédország 60 sátrat, 2000 összecsukható ágyat, Csehország pedig két, védettségi fokozatú lámpatestet, egy ballonfénytornyot, tíz elektromos melegítőt, 600 összecsukható ágyat és 1200 hálózsákot.
Az Európai Bizottság elnöke, Ursula von der Leyen azt mondta, az EU kész támogatást nyújtani, és megkérte Janez Lenarčićet, hogy utazzon Horvátországba.

## Képek a petrinyai megrongálódott épületekről

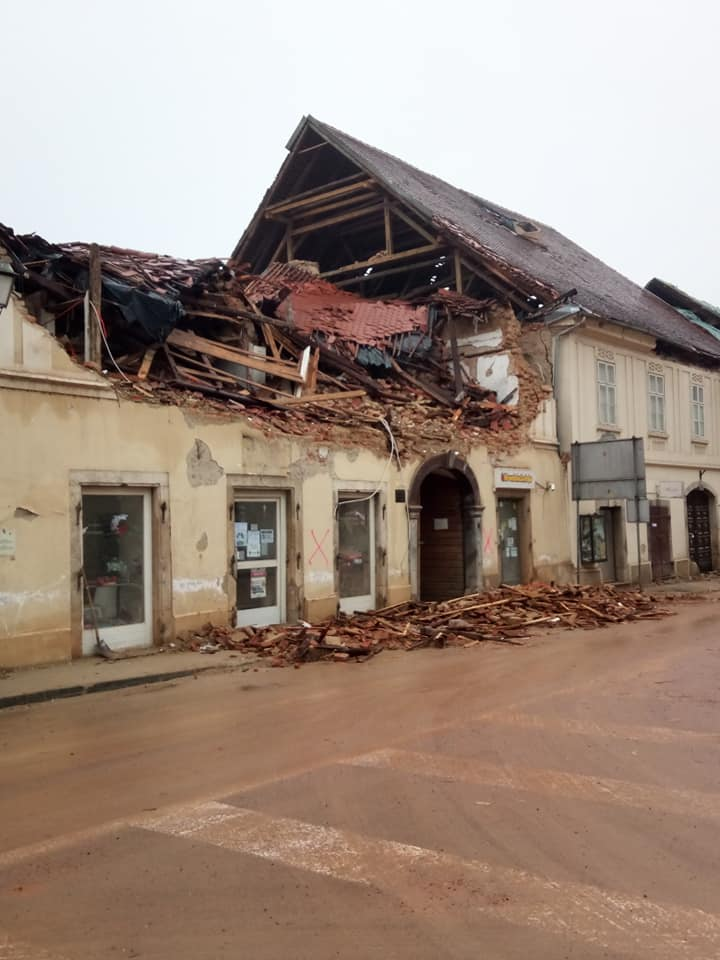
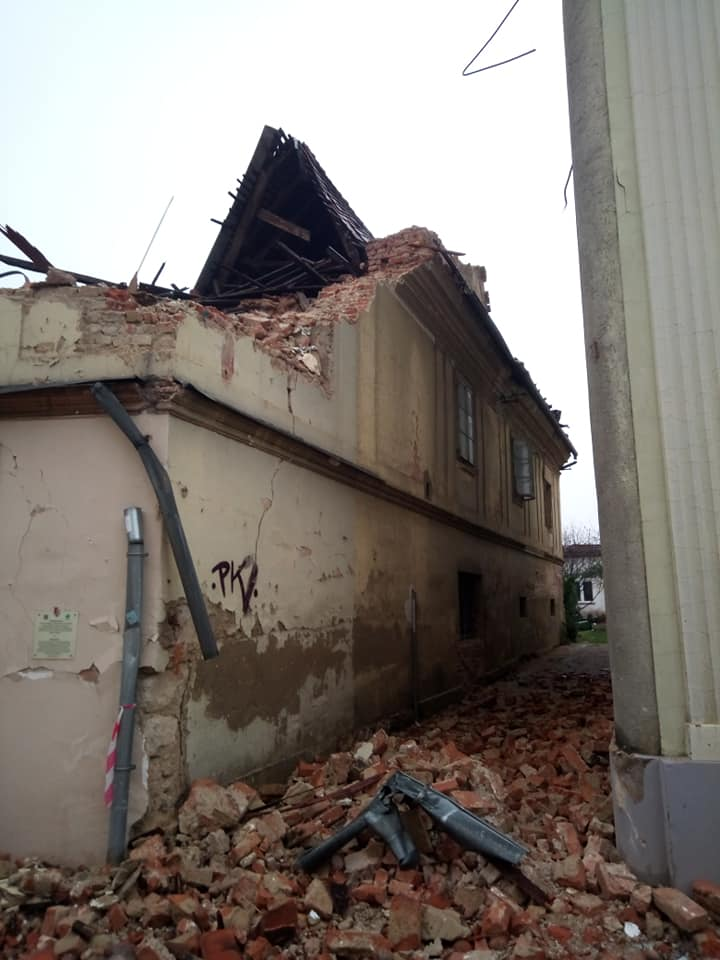
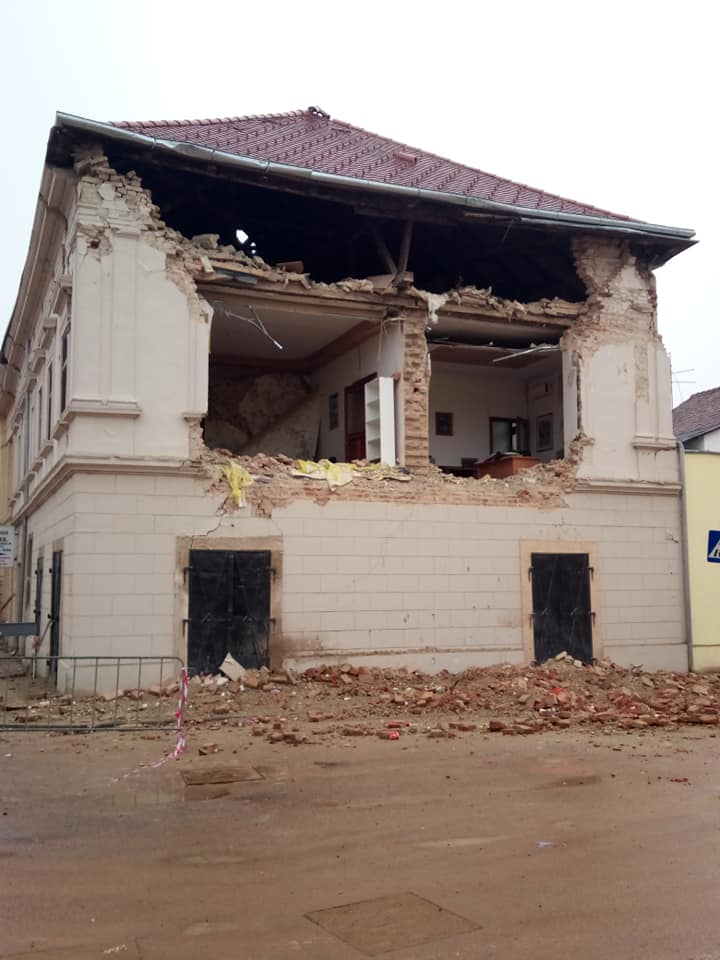
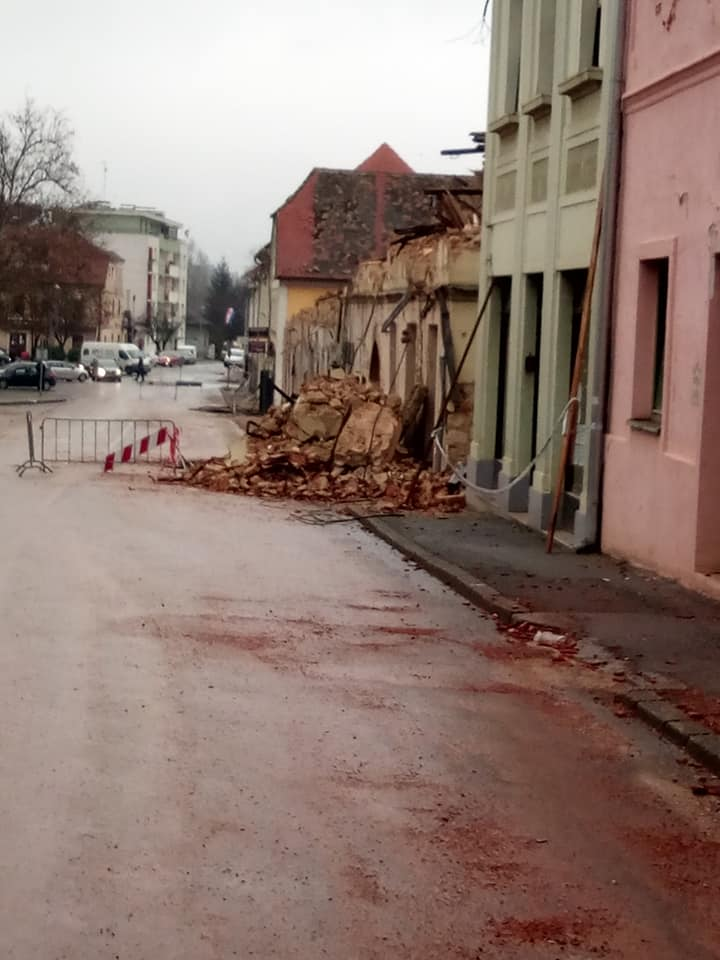
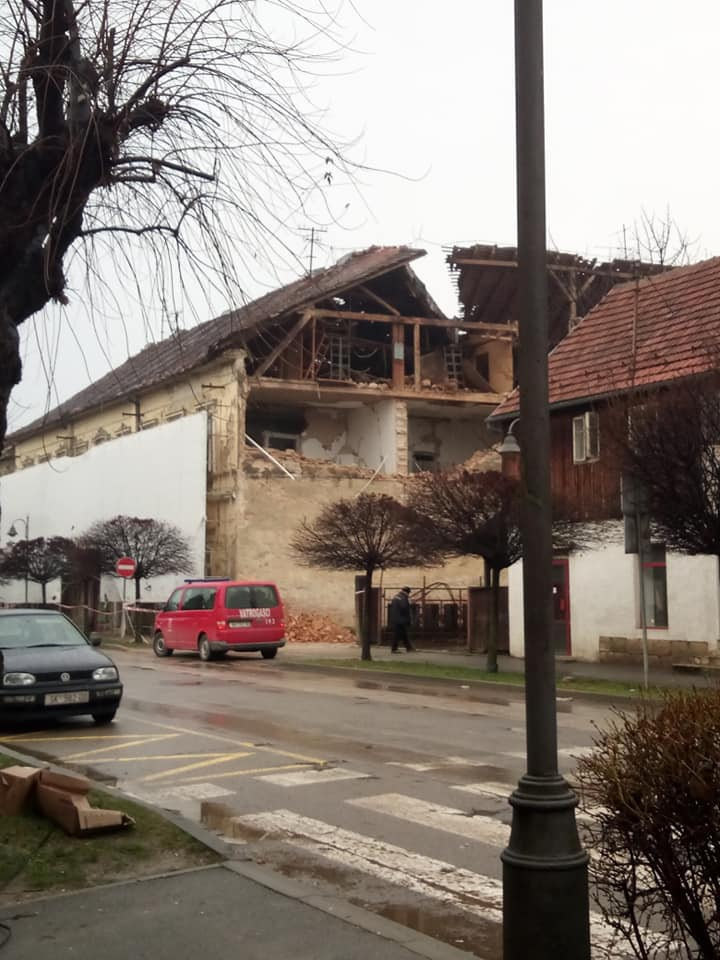